# Grigorovich M-9
Grigorovich M-9 (định danh ban đầu ShCh M-9, còn gọi là Shchetinin M-9) là một loại tàu bay hai tầng cánh của Đế quốc Nga trong Chiến tranh thế giới II, do Grigorovich phát triển dựa trên loại M-5.

## Quốc gia sử dụng
Nga
Hải quân Nga
Bạch Vệ
 Phần Lan
Không quân Phần Lan
 Liên Xô
Hồng quân

## Tính năng kỹ chiến thuật (M-9)
Dữ liệu lấy từ Thulinista Hornettiin
Đặc điểm tổng quát
- Kíp lái: 2
- Sức chứa: 1
- Chiều dài: 9.00 m (29 ft 6 in)
- Sải cánh: 16.00 m (52 ft 6 in)
- Chiều cao: m (ft in)
- Diện tích cánh: 54.8 m² (589.6 ft²)
- Trọng lượng rỗng: kg (lb)
- Trọng lượng có tải: kg (lb)
- Trọng tải có ích: kg (kg)
- Trọng lượng cất cánh tối đa: 1.610 kg (3.542 lb)
- Động cơ: 1 × Salmson 9, 111 kW (150 hp)

 Hiệu suất bay 
- Tốc độ không vượt quá: km/h (knots, mph)
- Vận tốc cực đại: 110 km/h (59 knots, 68 mph)
- Vận tốc hành trình: km/h (knots, mph)
- Vận tốc tắt ngưỡng: km/h (knots, mph)
- Tầm bay: km (nm, mi)
- Trần bay: 3.000 m (9.840 ft)
- Vận tốc lên cao: m/s (ft/phút)
- Tải trên cánh: kg/m² (lb/ft²)
- Công suất/trọng lượng: W/kg (hp/lb)
- Thời gian bay: 3,5 h

Trang bị vũ khí

- 1x súng máy 7,7 mm hoặc
1x súng máy 7,5 mm hoặc
1x pháo 20 mm hoặc
1x pháo 37 mm